# Au DD
Singles de PNL
91's
(2018) Deux frères
(2019)
Clip vidéo
[vidéo] « Au DD », sur YouTube
Au DD est une chanson du groupe de rap français PNL. Elle est sortie le 22 mars 2019 en tant que troisième single de leur troisième album studio Deux frères.

## Accueil
Dès sa sortie, la chanson bat le record mondial de stream sur Deezer, et est la première chanson francophone à intégrer le Top 30 mondial de Spotify. Elle atteint également la première place des ventes de singles en France et Belgique. En juin 2019, le titre est certifié single de diamant.

## Promotion
Le 22 mars à minuit, le groupe PNL lance un live sur sa chaîne YouTube montrant la Terre en train de tourner. À 16 heures, il est annoncé que le clip sort à 20 heures.

## Clip
Le clip est tourné en décembre 2018 à la Tour Eiffel à Paris. À la fin du clip, la date ainsi que le titre et la pochette de l'album Deux frères sont dévoilés. En décembre 2019, le clip compte plus de 129 millions de vues, ce qui en fait la vidéo la plus vue de l'année sur YouTube en France.
En janvier 2020, le clip est nommé dans la catégorie « meilleur création audiovisuelle » aux Victoires de la musique. Le 14 février 2020, lors des Victoires de la musique 2020, le clip remporte le trophée dans la catégorie Création Audiovisuelle.
En mars 2022, le clip comptabilise 200 millions de vues.

## Classement hebdomadaire
| Classement                               | Meilleure position |
| ---------------------------------------- | ------------------ |
| France (SNEP)                            | 1                  |
| France (SNEP Megafusion)                 | 1                  |
| Belgique (Wallonie Ultratop 50 Singles)  | 1                  |
| Belgique (Wallonie Ultratop R&B/Hip-Hop) | 1                  |
| Suisse (Schweizer Hitparade)             | 2                  |
| Tunisie[réf. nécessaire]                 | 1                  |

## Certification
| Région                                                                                                 | Certification | Ventes/Streams |
| --- | ------------- | -------------- |
| France (SNEP)                                                                                          | Diamant       | 50 000 000     |
| *Ventes selon la certification ^Mise en rayon selon la certification xNon précisé par la certification |               |                |